# زهرا کریمی (ورزشکار کبدی)
زهرا کریمی (متولد ۳۰ تیر ۱۳۷۷ در تهران) ورزشکار رشته کبدی و عضو تیم ملی کبدی بانوان جمهوری اسلامی ایران می باشد.کریمی سابقه حضور در ورزش هایی مانند کاراته ، دوومیدانی را نیز دارد و حتی در این ورزش ها نیز موفق به کسب افتخارات شده است.